# Ricoh
Ricoh Company, Ltd. (株式会社リコー, Kabushiki-gaisha Rikō) é uma empresa com sede em Tóquio, no Japão, que fabrica produtos eletrónicos, principalmente equipamentos de escritório como impressoras, fotocopiadoras, máquinas de fax e software de gestão documental e gestão de custos.

## História

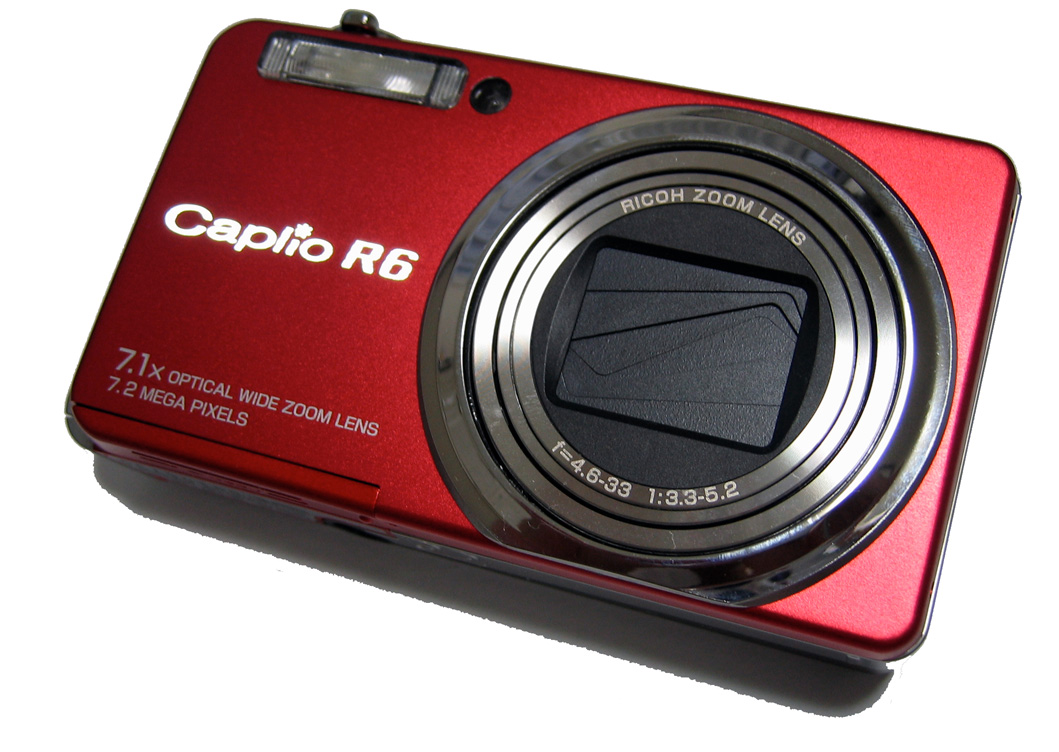
Câmera digital Rocoh da série Caplio

Foi fundada em 6 de fevereiro de 1936 como Riken Kankoshi Co., Ltd. A sua sede está localizada em Chuo, Tóquio.
Antes de mudar para Chuo - na zona de Ginza em Tóquio a sede ficava em Minato,
Em meados dos anos 1980, começo dos anos 1990, a Ricoh foi o principal fabricante de fotocopiadoras para a Pitney Bowes. Também  fornecia fotocopiadoras para a Toshiba, máquinas de fax para a AT&T e Omnifax e diversos equipamentos para outras empresas incluindo duplicadoras para AB Dick.
Em 2004 Ricoh comprou o sector de soluções de impressão da Hitachi criando uma nova empresa chamada Ricoh Printing Systems, Ltd.
A empresa também fabricava relógios no passado e chegou até a ter uma parceria com a Hamilton da Suíça nos anos 60.